# Route de Sèvres-à-Neuilly
La route de Sèvres-à-Neuilly est une voie située dans le 16e arrondissement de Paris, au milieu du bois de Boulogne.  

## Situation et accès
La route de Sèvres-à-Neuilly est une voie se trouvant dans le bois de Boulogne, un des deux grands parcs de Paris.   
Elle relie de nos jours la commune de Boulogne-Billancourt à celle de Neuilly-sur-Seine, puis le quartier d'affaires de La Défense, en traversant le bois.
Depuis 2021, la mairie de Paris a interdit son accès au trafic motorisé. La décision est saluée par les cyclistes et suscite le mécontentement des automobilistes. Limitée à 30 km/h, la mesure n'était aucunement respectée, et plusieurs cyclistes ont été gravement blessés.
Par un jugement en date du 27 avril 2023 (3e section, 2e chambre, n°2121201), le Tribunal administratif de Paris a annulé les arrêtés par lesquels la maire de Paris avait modifié la circulation générale sur la route de Sèvres-à-Neuilly en interdisant son accès au trafic motorisé.

## Origine du nom
La voie est ainsi nommée car elle permet, à l'origine, de relier Sèvres et Neuilly-sur-Seine.

## Bâtiments remarquables et lieux de mémoire
- Hippodrome de Longchamp
- Terrain d'entraînement du bois de Boulogne
- Château de Bagatelle
- Porte de Bagatelle